# Beth Carvalho
Pour les articles homonymes, voir Carvalho.
Elizabeth Santos Leal de Carvalho, dite Beth Carvalho, née le 5 mai 1946 à Rio de Janeiro et morte dans la même ville le 30 avril 2019, est une auteure-compositrice brésilienne et une manager musical.

## Biographie
Née en 1946 à Rio de Janeiro, Beth Carvalho est fille de João Francisco Leal de Nair Carvalho et de Maria Santos Leal. Elle a une sœur, Vania. Elle décide par hasard de devenir musicienne, après avoir reçu une guitare de sa mère, compositrice de piano. Elle est très influencée par la bossa nova.
En 1964, son père est exilé par la dictature militaire pour ses idées progressistes. Beth, pour soutenir la famille, commence alors à enseigner la musique à Rio de Janeiro. Elle est très active dans divers milieux politiques, culturels et sociaux. Elle partage politiquement les idées de Leonel Brizola, de Fidel Castro et de Hugo Chávez.
Affiliée au Partido Democrático Trabalhista (Parti démocratique travailliste), elle a de la sympathie pour le Movimento dos Trabalhadores Rurais sem Terra (Mouvement des travailleurs ruraux sans terre). Elle soutient Luiz Inácio Lula da Silva dans toutes ses campagnes électorales : il [Qui ?]faisait partie de la chorale qui chantait la chanson Lulalà en 1989[réf. nécessaire]. En 2010, elle soutient la candidature de Dilma Rousseff à la présidence.
Elle a découvert de grands talents comme Jorge Aragão, Arlindo Cruz, Almir Guineto, Zeca Pagodinho, Luiz Carlos da Vila et le groupe Fundo de Quintal,.
Elle est fan du club omnisports Botafogo de Futebol e Regatas.

### Famille
En 1979, Beth Carvalho épouse le joueur de football Edson Barbosa Souza (joueur de l’équipe nationale en 1966). De leur mariage est née en 1981 Luana (pt), également chanteuse et actrice. Séparée de son mari après quelques années, Beth Carvalho vit à Rio de Janeiro dans le quartier São Conrado.

## Citation
« Brésil
ton visage c'est
toujours Rio de Janeiro... »

« Brasil,
tua cara ainda
è Rio de Janeiro.... »

— Saudades da Guanabara, Beth Carvalho

## Discographie

### LP
- 1965 - Porque Morrer de Amor? (RCA Victor)
- 1966 - Muito na Onda (Copacabana)
- 1969 - Andança (Odeon)
- 1971 - Beth Carvalho: Especial (Odeon)
- 1971 - Amor, amor (Tapecar)
- 1973 - Canto Para Um Novo Dia (Tapecar)
- 1974 - Pra Seu Governo (Tapecar)
- 1975 - Pandeiro e Viola (Tapecar)
- 1976 - Mundo Melhor (RCA Victor)
- 1977 - Nos Botequins da Vida (RCA Victor)
- 1978 - De Pé No Chão (RCA Victor)
- 1979 - No Pagode (RCA Victor)
- 1980 - Sentimento Brasileiro (RCA Victor)
- 1981 - Na Fonte (RCA Victor)
- 1982 - Traço de União (RCA Victor)
- 1983 - Suor no Rosto (RCA Victor)
- 1984 - Coração Feliz (RCA Victor)
- 1985 - Das Bençãos Que Virão Com Os Novos Amanhãs (RCA Victor)
- 1986 - Beth (RCA Victor)
- 1987 - Beth Carvalho Ao Vivo em Montreux (RCA Victor)
- 1988 - Toque de Malícia (RCA)
- 1988 - Alma do Brasil (Philips)
- 1989 - Saudades da Guanabara (Philips)
- 1991 - Beth Carvalho Ao Vivo no Olímpia (Som Livre)
- 1991 - Intérprete (Philips)
- 1992 - Pérolas - 25 Anos de Samba (Som Livre)
- 1993 - Beth Carvalho Canta o Samba de São Paulo (Velas)
- 1994 - Beth Carvalho Canta o Samba de São Paulo Vol.II (Velas)
- 1996 - Meus Momentos (EMI)
- 1996 - Brasileira da Gema (Mercury)
- 1998 - Pérolas do Pagode (Som Livre/Polydor)
- 1999 - Pagode da Mesa - Ao Vivo (Mercury)
- 2000 - Pagode da Mesa 2 - Ao Vivo (Indie Records)
- 2000 - Os Melhores do Ano Vol. II" (Indie Records)
- 2001 - Nome Sagrado - Beth Carvalho Canta Nelson Cavaquinho (Jam Music)
- 2003 - Beth Carvalho Canta Cartola (BMG)
- 2004 - Beth Carvalho - A Madrinha do Samba Ao Vivo Convida (Indie Records)
- 2005 - Beth Carvalho e Amigos (BMG Brasil)
- 2011 - Nosso Samba Tá Na Rua (Andança/EMI)

## Concerts
- 1968 - III Festival Internacional da Canção, avec les Golden Boys - Maracanãzinho, Rio de Janeiro.
- 1969 - Olympiade de la chanson - Grecia
- 1969 - IV Festival Internacional da Canção - Maracanãzinho, Rio de Janeiro.
- 1979 - Show Beth Carvalho - au Cine Show Madureira, Rio de Janeiro
- 1987 - Beth Carvalho live, Montreux
- 1991 - Show di Beth Carvalho - à la maison Show Olímpia, São Paulo.
- 1999 - Pagode de mesa - à Rio de Janeiro
- 1999 - Esquina carioca, avec Walter Alfaiate, Moacyr Luz, Luiz Carlos da Vila, Nelson Sargento, Dona Ivone Lara, nel locale Bar Pirajá di São Paulo
- 2000 - Show de Jorge Aragão - Olimpo, Rio de Janeiro
- 2000 - Beth Carvalho e la batherie de la Mangueira - Olimpo, Rio de Janeiro.
- 2000 - Pagode de mesa 2 - Tom Brasil, São Paulo
- 2001 - Nome sagrado - Teatro Rival, Rio de Janeiro
- 2003 - Alma feminina, de Eliane Faria, avec Ademilde Fonseca - Teatro Rival
- 2003 - Beth Carvalho et le groupe "A fina flor do samba" - Centro Cultural Carioca - Rio de Janeiro
- 2004 - Projeto da idade do Mundo - Centro Cultural Banco do Brasil - Brasília, DF
- 2005 - Beth Carvalho at autres: Almir Guineto, Luiz Carlos da Vila, Zeca Pagodinho, Dudu Nobre, Dona Ivone Lara, Vó Maria et Jongo da Serrinha - Teatro Municipal do Rio de Janeiro, RJ
- 2006 - Beth Carvalho au Mineirão chante Vou Festejar devant 75 000 fans de l'Atlético Mineiro,
- 2006 - Beth Carvalho - Teatro Municipal do Rio de Janeiro, RJ
- 2006 - Beth Carvalho - Teatro SESI - Porto Alegre, RS - Projet Samba no Teatro
- 2006 - Beth Carvalho 60 anos - Canecão - Rio de Janeiro
- 2006 - Beth Carvalho chante le samba samba Bahian - Teatro Castro Alves - Salvador, BA
- 2007 - Beth Carvalho chante Bahian - Canecão - Rio de Janeiro.

### DVD
- 2004 - Beth Carvalho - A Madrinha do Samba Ao Vivo Convida (Indie Records)
- 2006 - Beth Carvalho - 40 Anos de Carreira Ao Vivo no Theatro Municipal (Indie Records)
- 2008 - Beth Carvalho Canta o Samba da Bahia (Andança/EMI)

## Hommage
Le 13 août 2024, le cratère mercurien Carvalho est ainsi nommé en son honneur.